# Siegfried Kasper (Richter)
Siegfried G. Kasper (* 1940) ist ein ehemaliger deutscher Richter.

## Leben
Kasper wurde an der Juristischen Fakultät der Eberhard Karls Universität Tübingen zum Doktor der Rechte promoviert. In Tübingen war er Mitglied der katholischen Studentenverbindung KStV Stauffenberg im KV. Zudem studierte er an der Hochschule für Verwaltungswissenschaften Speyer.
1971 begann Kasper seine Kasper beim Land Baden-Württemberg. Von 1981 bis 1984 war er Richter am Verwaltungsgerichtshof Baden-Württemberg. Von 1984 bis 2005 war er Vorsitzender Richter am Verwaltungsgericht Stuttgart. Bis 2005 nahm er eine Vortragstätigkeit an der Deutschen Richterakademie wahr. Von 1991 bis 2009 war Kasper zudem ehrenamtlich stellvertretender Richter am Staatsgerichtshof für das Land Baden-Württemberg. Seit 2006 ist Kasper als Rechtsanwalt in Waiblingen tätig.
Kasper trat 1983 der CDU bei. Von 1989 bis 2019 war er Mitglied des Kreistags des Rems-Murr-Kreises. Bis 2019 war er zudem Mitglied des Gemeinderates von Waiblingen und Vorsitzender der dortigen CDU-Fraktion.
Kasper ist Mitglied der Rechtsanwaltskammer Stuttgart und des Bundes Deutscher Verwaltungsrichter und Verwaltungsrichterinnen.